# ديف بينيت (لاعب كرة قدم)
ديف بينيت (بالإنجليزية: Dave Bennett)‏ (11 يوليو 1959 بمانشستر في المملكة المتحدة - ) هو لاعب كرة قدم بريطاني في مركز الوسط. لعب مع سويندون تاون وشروزبري تاون وشيفيلد وينزداي وكارديف سيتي وكوفنتري سيتي ومانشستر سيتي ونونيتون بورو ‏.

## وصلات خارجية
- ديف بينيت على موقع قاعدة بيانات كرة القدم.إي يو (الإنجليزية)